# Мухтасиб

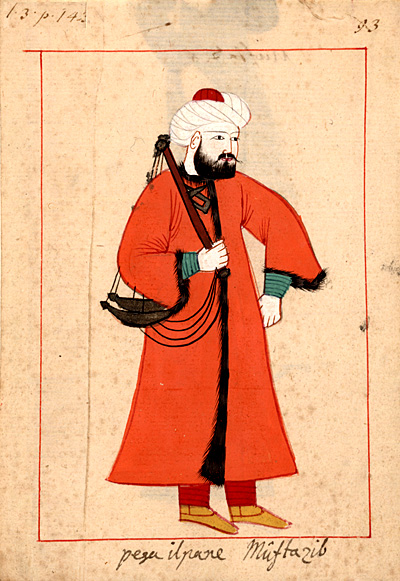
«Мухтасиб взвешивает хлеб» из Книги костюмов Раламба (1657 г.)

Мухтасиб (араб. محتسب‎, DMG muḥtasib) — служащий специальной организации, следившей за претворением в жизнь исламских моральных норм, которые заключаются в повелении одобряемого и запрещении осуждаемого (аль-амр би-ль-ма‘руф ва ан-нахй ‘ан аль-мункар).

## Обязанности
В доисламской Сасанидской империи был специальный человек, курировавший меры и веса на рынке. Его звали вазарбед, что означает «надзиратель рынка», «рыночный инспектор», или «хозяин базара». Первоначально мухтасиб был официальным представителем Османской империи, который отвечал за надзор за весами и мерами на рынках и надлежащим проведением определённых ритуалов. В царствование султана Баркук, например, в обязанности мухтасиба в Каире включены «регулирование веса, денег, цены, общественной морали и чистоты в общественных местах, а также надзор за школами, обучением, учителями и студентами, и внимание к общественным баням, общей общественной безопасности и регулированию движения». Мухтасиб был уполномочен проводить аудит предприятий, если они продавали свою продукцию по ценам, установленным правительством. Кроме того, ремесленники и строители обычно отвечали перед мухтасибом за стандарты своего ремесла. Мухтасиб также проверял, была ли проданная еда безопасной, а измерительное оборудование — точным. Мухтасиб также осматривал общественные столовые. Он мог отдавать приказы о повторном консервировании или замене кастрюль и сковородок; все сосуды и их содержимое нужно было держать накрытыми от мух и насекомых… Мухтасибу также следовало внимательно следить за врачами, хирургами, аптекарями и т. д.
Мухтасиб в своей деятельности руководствовался законами шариата. У мухтасиба часто были руководства, называемые хисба, которые были написаны специально для обучения и руководства тем, что входило в его обязанностями; в них содержались практические советы по управлению рынком, а также другие вещи, которые должен знать мухтасиб, например, стандарты производства и строительства.
В местах компактного проживания мусульман перед мухтасибом держали ответ все люди, которые распивали спиртные напитки, демонстративно не соблюдали пост в месяц рамадан, занимались прелюбодеянием и т. д. Мухтасиб обладал правом налагать различные наказания (тазир), предусмотренные шариатом. Мухтасиб выполнял также полицейские функции, например, следил за поддержанием порядка на улицах и в общественных местах, налагал наказания за правонарушения, обладал правом инспекции в учебных заведениях.
Наказания, налагаемые мухтасибом за различные провинности, различались. Для их исполнения мухтасиб был обязан иметь неопровержимые доказательства нарушения каким-либо человеком или группой людей исламских законов.
Составной частью работы мухтасиба была профилактика правонарушений. Мухтасиб проводили кампанию просвещения населения, в ходе которой указывали людям установленный Аллахом путь жизни, ответственность перед Ним за совершение грехов. В средние века в арабских странах мухтасибы выполняли функции чиновников. Они наблюдали за качеством товаров и соблюдением правил торговли на базаре, а также за соблюдением норм шариата, каноническим исполнением религиозных обрядов и исламской морали в различных сферах общественной жизни и в быту. В случае легких нарушений мухтасибы предупреждали нарушителей, объясняли недопустимость подобных действий по шариату, угрожали публичным побиванием палками. Если предупреждения игнорировались или правонарушения были тяжелыми, мухтасибы применяли силу в размере, установленном исламскими законами. В частности, правонарушителей публично побивали палками. В исключительных случаях мухтасибу разрешалось применять оружие для самообороны от агрессивных действий преступников.
Мухтасиб могли быть только совершеннолетние мусульмане мужского пола, отличающиеся высокими моральными качествами, физической силой и решимостью.
Поскольку суннитский ислам не предписывает какой-либо формальной иерархии или священства, мухтасибаты в основном встречаются в исламских организациях Восточной Европы и Центральной Азии, особенно в странах бывшего СССР .

## Мухтасибат
При Духовных управлениях мусульман Поволжья и других регионов России существуют административные единицы (мухтасибаты), объединяющие мечети, религиозные организации или общины определённой территории (город, район, округ, махалли). Мухтасибаты возглавляются мухтасибами, которые имеет степень имама и является в среде мусульманского духовенства вторым после ахунов. Мухтасиб утверждается в должности муфтием. Мухтасибы рассматривали жалобы на действия имамов и участвовали в пересмотре их решений.
В 1855 в Оренбургском магометанском духовном собрании (ОМДС) было 66 мухтасибов, в 1868 — 51 мухтасиб. На 1-м Всероссийском съезде мусульман было принято решение о создании в ОМДС 60 мухтасибов. Должность мухтасиба стала выборной и утверждалась Духовным управлением. В 1930-х годах мухтасибаты были ликвидированы. В начале 1990-х годов религиозными организациями ЦДУМ России и ДУМ РБ вновь созданы мухтасибаты. В Башкортостане около 38 мухтасибатов, а в Татарстане — около 44. Под непосредственным контролем мухтасибатов находятся религиозные учреждения и исламские приходские школы (медресе).